# James Pawelczyk
James Anthony Pawelczyk, detto Jim (Buffalo, 20 settembre 1960), è un ex astronauta statunitense di origini polacche.
Ha partecipato alla missione STS-90 dello Space Shuttle.